# Episodi di Relic Hunter (prima stagione)
La prima stagione della serie Relic Hunter è stata trasmessa per la prima volta negli USA dal 20 settembre 1999 al 22 maggio 2000.
| nº | Titolo originale       | Titolo italiano           | Prima TV USA      | Prima TV Italia |
| -- | ---------------------- | ------------------------- | ----------------- | --------------- |
| 1  | Buddha's Bowl          | La ciotola di Buddha      | 25 settembre 1999 | 25 giugno 2001  |
| 2  | Smoking Gun            | Il bunker segreto         | 2 ottobre 1999    | 25 giugno 2001  |
| 3  | The Headless Nun       | La suora decapitata       | 9 ottobre 1999    | 2 luglio 2001   |
| 4  | Flag Day               | Il giorno della bandiera  | 16 ottobre 1999   | 2 luglio 2001   |
| 5  | Thank You Very Much    | La chitarra di Elvis      | 23 ottobre 1999   | 9 luglio 2001   |
| 6  | Diamond in the Rough   | La scintilla della magia  | 30 ottobre 1999   | 9 luglio 2001   |
| 7  | Transformation         | La formula dell'oro       | 6 novembre 1999   | 16 luglio 2001  |
| 8  | Etched in Stone        | La pietra runica          | 13 novembre 1999  | 16 luglio 2001  |
| 9  | The Book of Love       | Il libro dell'amore       | 20 novembre 1999  | 23 luglio 2001  |
| 10 | Myth of the Maze       | La leggenda del labirinto | 27 novembre 1999  | 23 luglio 2001  |
| 11 | Irish Crown Affair     | L'ultimo re d'Irlanda     | 5 febbraio 2000   | 30 luglio 2001  |
| 12 | Emperor's Bride        | La tomba dell'imperatore  | 12 febbraio 2000  | 30 luglio 2001  |
| 13 | Afterlife and Death    | La luce bianca            | 19 febbraio 2000  | 6 agosto 2001   |
| 14 | Nine Lives             | Morte e resurrezione      | 26 febbraio 2000  | 6 agosto 2001   |
| 15 | Affaire de Coeur       | Affari di cuore           | 4 marzo 2000      | 13 agosto 2001  |
| 16 | A Vanishing Art        | Il grande illusionista    | 11 marzo 2000     | 13 agosto 2001  |
| 17 | A Good Year            | I gioielli della regina   | 22 aprile 2000    | 13 agosto 2001  |
| 18 | The Last Knight        | L'ultimo cavaliere        | 29 aprile 2000    | 20 agosto 2001  |
| 19 | Love Letter            | Lettera d'amore           | 6 maggio 2000     | 20 agosto 2001  |
| 20 | Possessed              | Le donne vampiro          | 13 maggio 2000    | 20 agosto 2001  |
| 21 | Nothing But the Truth  | Il calice della verità    | 20 maggio 2000    | 27 agosto 2001  |
| 22 | Memories of Montmartre | Il cuore dell'Europa      | 27 maggio 2000    | 27 agosto 2001  |

## La ciotola di Buddha
- Titolo originale: Buddha's Bowl
- Diretto da: Ian Toynton
- Scritto da: Bill Taub (scrittore)
- Altri interpreti: Harvey Chao (padre di Chan), Phil Chiu (contadino avido n. 1), Michael Chow (scettico con un occhio solo), Damon D'Oliveira (Siddhartha), Martin Doyle (Robert Blaine), Arthur Eng (Michael Chan), Marvin Ishmael (monaco guardiano), James Kim (buttafuori n. 2), Simon Kim (buttafuori n. 1), Michael A. Miranda (Mohash), Tony Ning (manager), Tony Rosato (Stewie Harper), Sugith Varughese (abitante del villaggio nepalese n. 1)

### Trama
Dopo aver terminato gli studi a Cambridge, Nigel Bailey ottiene un lavoro al Trinity College come assistente di Sydney Fox, un'insegnante di storia antica decisamente sopra le righe. Oltre ad essere una docente però è anche una cacciatrice di reperti molto rinomata. Il primo incarico che le viene affidato è quello di trovare la ciotola di Buddha, un manufatto capace di far apparire ciò di cui una persona ha bisogno di più, e di consegnarla a un villaggio che stai leggendo un altare in onore di Buddha. Contemporaneamente anche Stewie Harper, un altro cacciatore di reperti ma più interessato al profitto che alla preservazione, cerca l'antico manufatto, incaricato da Michael Chan, un magnate che ha bisogno dei poteri della ciotola per salvare l'azienda di famiglia dal fallimento. Seguendo gli indici a disposizione riescono a trovare la ciotola e a liberarsi da una trappola insieme a Stewie.

## Il bunker segreto
- Titolo originale: Smoking Gun
- Diretto da: Ian Toynton
- Scritto da: Frank Encarnacao (scrittore)
- Altri interpreti: Mark Burgess (Aaron Shiner), Eric Coates (Shiner da giovane), Michelle Nolden (Lori), Aron Tager (Lawrence Zale)

### Trama
Sydney è contattata da Lawrence Zale, il cui nonno è stato arrestato per omicidio negli anni '30. Egli è convinto che ritrovando la leggendaria pistola tempestata di diamanti di Al Capone, responsabile dell'ingiusta condanna del nonno, possa riscattare il suo buon nome. Sydney e Nigel alloggiano presso uno dei più prestigiosi Hotel di Chicago, in passato molto frequentato da Al Capone. Mentre Sydney ritrova il passaggio segreto che porta al suo vecchio bunker, Nigel conosce un'altra insegnante di storia, Lori, con la quale sembra avere molto feeling. Tutti e tre dovranno fuggire dalle trappole all'interno del bunker e dalla polizia, fra cui un agente che è il nipote del poliziotto corrotto che fece arrestare il nonno di Lawrence.

## La suora decapitata
- Titolo originale: The Headless Nun
- Diretto da: Ken Girotti
- Altri interpreti: James Binkley (Glen Frohman), Ron Gabriel (Derek Beauchamps), Joan Heney (sorella Grace), Nicole Lyn (bella suora), Dan MacDonald (Paul LaPont), Sherry Miller (sorella Mary), David Nerman (Ian McKenzie), Paulino Nunes (Mark Poole)

### Trama
Di ritorno da una spedizione, Sidney precipita con il suo aereo in Nuova Scozia in seguito a una colluttazione con il rivale McKenzie, che è riuscito a sottrarre un reperto, e viene accolta da un gruppo di suore che, scoperta la vera identità della cacciatrice, la convincono a restare nel loro convento per mettersi sulle tracce del corpo di sorella Evangeline, decapitata oltre 400 anni prima. Nigel la raggiunge e controllando le vecchie prigioni sotterranei del convento scoprono che il pirata responsabile della morte di sorella Evangeline prima di morire ha nascosto gli indizi su dove ha nascosto il suo tesoro e il corpo della suora. Seguendo gli indizi basandosi sulle antiche carte e la conoscenza di uno dei più vecchi abitanti del luogo trovano una gratta nascosta dove non solo vi sono i tesori che il pirata aveva nascosto ma anche il corpo di sorella Evangeline. Nonostante l'intromissione di un avido imprenditore, che voleva far chiudere il convento provocando un incendio, in qualche modo lo spirito della suora aiuta Sydney e Nigel che con la scoperta del tesoro aiuteranno le suore a preservare il loro monastero e rendendo giustizia a sorella Evangeline.

## Il giorno della bandiera
- Titolo originale: Flag Day
- Diretto da: David Wu
- Scritto da: Ian Toynton (scrittore)
- Altri interpreti: John Henry Canavan (Harley Rivers), Don Francks (Jake Whitney), Kevin Hicks, Mike McPhaden (Merrit Falsey), Cynthia Preston (Hanna), David Stinson (soldato nemico B), Dov Tiefenbach (Marty Billings)

### Trama
Sydney e Nigel, informati dallo studente Marty, vedono una vecchia foto che ritrae la bandiera della California, creduta distrutta durante lo scontro per il controllo dell'intero Stato nel 1846 partono per la Larivee in cerca di tracce per risalire all'ubicazione della bandiera. Lì incontrano un vecchio lavoratore delle miniere, Jake Whitney, che pensa di sapere dove si trova. Quando i due avventurieri scoprono il suo corpo in una miniera d'oro, si rendono conto che egli è stato ucciso proprio mentre stava cercando di raggiungere il nascondiglio della bandiera: dovranno cercare di riportare alla luce il prezioso reperto prima di fare la sua stessa fine. Scendono sempre di più nel fondo della miniera non solo trovano la prova che Jake era un discendente di Merrit Falsey ma anche che l'attuale proprietario della miniera Bartender ha ucciso Jake per coprire la verità sull'omicidio di Merrit e adesso stanno cercando di fare lo stesso con Sydney e Nigel. Fortunatamente riescono a crearsi un'uscita, mettere fuori gioco gli uomini di Bartender. Con l'auto di Hanna la verità viene alla luce inoltre interpretando il codice di Jake riescono a trovare l'ubicazione della bandiera.

## La chitarra di Elvis
- Titolo originale: Thank You Very Much
- Diretto da: Don McCutcheon
- Scritto da: Jurgen Wolff (scrittore)
- Altri interpreti: Yank Azman (Pawnshop Owner), Dylan Bierk, Richard Blackburn (Wilkinson), William Colgate (George Hall), David Dunbar (Günther), Steve Ferguson (soldato ubriaco), Howard Hoover (Steve Goodman), Hardee T. Lineham (Dieter von Hoffman), Duane Murray (George da giovane), J. Craig Sandy (guardia), Phillip Shepherd (gestore della lavanderia), Timm Zemanek (bidello)

### Trama
George Brown un musicista chiede a Sydney di aiutarlo a trovare la sua chitarra andata perduta che gli era stata regalata dal Re del Rock in persona: Elvis Presley, molto prima che diventasse famoso e con il quale aveva trascorso una parte della giovinezza. Per George ritrovare quella chitarra significherebbe riallacciare i rapporti con il nipote che ha un grande talento ma considera il nonno un bugiardo e un fallito. Allora i tre si spostano in Germania, dove attraverso il banco dei pegni che aveva acquistato la chitarra contattano Günther, un altro musicista che in passato era stato in possesso della famosa chitarra. Questi si mostra spaventato dal rivivere la vicenda poiché una notte degli uomini fecero irruzione in casa sua e gliela rubarono; Sydney allora si rivolge a un suo vecchio amico Steve Goodman, che lavorava come spia, e si accorge che la chitarra è al centro di numerosi interessi, compresi quelli di una pericolosa spia della guerra fredda conosciuta come Dieter von Hoffma che si fece pagare con la chitarra del Re la liberazione di un agente dei servizi segreti poi dopo la caduta del Muro di Berlino sparì. Certi che la chitarra sia ancora in suo possesso i tre si imbucano all'ambasciata tedesca e analizzando i registri trovano l'indirizzo di Dieter. Arrivati alla sua villa scoprono che Dieter è morto e si sta volgendo il suo funerale e mentre tutti sono distratti di introducono nel suo bunker ma vengono scoperti da Dieter che ha finto la sua morte per poter scappare con i suoi tesori e per toglierli di mezzo li chiude in una camera piena di serpenti velenosi. Dopo una serie di difficoltà riescono a liberarsi e a scappare ma trovano anche che Steve che uccide Dieter e in cambio dei tesori lascia la chitarra. Purtroppo per lui il tentativo di scappare finisce nella stanza dei serpenti dove finisce morto avvelenato.

## La scintilla della magia
- Titolo originale: Diamond in the Rough
- Diretto da: Don McCutcheon
- Scritto da: Rob Gilmer
- Altri interpreti: Thea Andrews (impiegato), Kristi Angus (Bambi), Dylan Bierk, Stephen Bogaert (Tony), Melissa DiMarco (Kate Yawley), Thomas Kretschmann (Kurt Reiner), Mark Lutz (Frank Newhouse), Gordon Pinsent (Jimmy Jonesboro)

### Trama
La storia ha inizio in Fenway Park, nel 1946. Alla fine dell'ultima partita del campionato di baseball, al campione Jimmy Jonesboro viene rubato il guantone, dopodiché la sua carriera va a rotoli. 
Sydney e Nigel, ingaggiati dal giocatore di baseball Frank Newhouse, dopo anni da quella partita decidono di trovare il guantone, creduto magico. Scoprono che il guantone era stato preso accidentalmente da un bambino che era un grande tifoso della squadra ma una che una volta cresciuto avevano lasciato degli indizi sull'obbligazione del guantone. Intanto Nigel incontra un suo vecchio compagno di scuola Tony e vedendolo finisce per mentire dicendo che Sydney e la sua assistente lui è un professore universitario. Durante le ricerche si presenta anche Reiner, rivale di Sidney, e pure Tony, che a causa di alcuni debiti intende mettere le mani sul guantone raro. Purtroppo per lui Tony non riesce nel suo intento e Sydney e Nigel riportano il guantone a Jimmy che nel frattempo stava insegnando a Frank i suoi "segreti" sul gioco, ma dopo aver passato del tempo con lui ha capito che la vera magia non dipendeva dal guanto ma dalla passione con cui Jimmy giocava e decide di lasciarglielo.

## La formula dell'oro
- Titolo originale: Transformation
- Diretto da: Clay Borris
- Scritto da: Bill Taub (scrittore)
- Altri interpreti: Costas Mandylor (Richard Watson), Steven Allerick (José), Roberta Angelica (Turley), Steve Behal (Arthur Stanton), Phil Chiu (spaccone n. 2), Lina Giornofelice (cameriera), Phil Guerrero (Fernando), Scott Leva (spaccone n. 1), Louis Mandylor (Derek Lloyd), Louis Paquette (mercenario), Katherine Steen (studente di tai chi), Andrew Stelmack (guardia di sicurezza), Judy Stoimenov (studente di tai chi), Anthone Tullo (Conoco)

### Trama
A Salisburgo, nel 1946: un uomo di nome Stanton trovò le pergamene di Paracelso, che se lette insieme svelano la formula per trasformare il metallo in oro, ma deve scappare. 
Richard Watson, un funzionario del pentagono che si spaccia per il collega defunto Lloyd, contatta Sydney e Nigel, presentandosi con una delle due pergamene (quella chiara) e per dar loro un compito: recuperare la seconda pergamene, quella scura, e completare la formula dell'oro di Paracelso. Durante la missione salta fuori che in realtà il vero Watson è stato ucciso e che quello che si è presentato è un altro uomo.

## La pietra runica
- Titolo originale: Etched in Stone
- Diretto da: John Bell
- Scritto da: Bill Taub (scrittore)
- Altri interpreti: Robert Clarke (Björn), Lori Gordon (Lynette), Adrian Hough (Lars Diebold), Nahanni Johnstone (Kristine), Douglas O'Keeffe (cannoniere), Tony Rosato (Stewie Harper), Mika Ward (cameriera svedese)

### Trama
Stewie Harper, che stavolta si spaccia per un professore dell'Università del Sudest del Sudafrica, convince la riluttante Sydney ad andare in Svezia per cercare una pietra runica che potrebbe condurli alla tomba di Jan I, che trovano in una sauna per nudisti, ma poi a seguito di alcune aggressioni da parte di un culto in possesso dell'anello di Odino, Sydney capisce che Stewie in realtà sta cercando di arrivare al tesoro del re vichingo Jan II, detto Jan l'audace, ucciso in combattimento nel 935 d.C. Intanto Lynette sostituisce brevemente Claudia dimostrandosi più efficiente di lei. Una volta sconfitta la setta e recuperato il tesoro sembrerebbe essere finito tutto per il meglio ma Sydney è furiosa perché Stewie voleva tenersi il tesoro e non darlo al museo tuttavia Sidney l'aveva costretto con riluttanza a farlo senza potersi tenere nessun pezzo del tesoro per sé e per rifarsi per l'accaduto si è fatto attribuire interamente la scoperta e di conseguenza un'intera ala del museo dov'è stato esposto il tesoro di Jan II è stata dedicata a Stewie.

## Il libro dell'amore
- Titolo originale: The Book of Love
- Diretto da: Paolo Barzman
- Scritto da: Jurgen Wolff (scrittore)
- Altri interpreti: Jennifer Baxter (Lass), Domenic Cina (Giacomo Casanova), Piero Didiano (monaco n. 1), Joseph Di Mambro (Roberto Giannini), Danny Lima (Rudolfo), David Macniven (capo dei monaci), Ramona Milano (Anna), Carin Moffat (donna sull'aereo), Linnea Sharples (Kate), David Stinson (monaco n. 2)

### Trama
Il calciatore-playboy italiano Roberto Giannini, in America per promuovere il suo libro, contatta Sydney per trovare il libro dell'amore di Giacomo Casanova. Prima Kate, il procuratore di Giannini per dispetto, e infine un gruppo di monaci moralisti epuratori, che appartengono allo stesso culto che perseguitava anticamente Casanova, tentano di rubare il libro. Durante questa missione Sydney a casa del fascino che Roberto esercitò su di lei finisce per a farla stare non troppo concentrata ma non vuole ammettere la cosa.

## La leggenda del labirinto
- Titolo originale: Myth of the Maze
- Diretto da: Graeme Lynch
- Scritto da: Rob Gilmer
- Altri interpreti: Yannick Bisson (Stavros Vordalos), Drew Coombs (Zeus), Lori Gordon (Lynette), Gerry Mendicino (Dimitri Vordalos), Paul Miller (Alex Tavin)

### Trama
Claudia è in Grecia e conosce Stavros, un ragazzo che le dona un misterioso medaglione. Stavros si rivela essere il figlio di Dimitri Vordalos e ho usato il medaglione per mandare un messaggio a Sydney affinché lo aiutasse a trovare l'entrare nel labirinto del Minotauro, mostro della mitologia greca, di cui medaglione è la chiave per proteggerlo dall'avidità di suo padre. Una volta dentro il labirinto il gruppo si addentra nelle sue profondità ed arrivare in una stanza dove si trova il leggendario gomitolo d'oro, che si dice aiutasse i puri di cuore a uscire dal labirinto.

## L'ultimo re d'Irlanda
- Titolo originale: Irish Crown Affair
- Diretto da: Paolo Barzman
- Scritto da: Jurgen Wolff (scrittore)
- Altri interpreti: David Christo (Hugh O'Donnell), Michael Copeman (Michael O'Donnell), Jonathan Cuthill (Brant), Michael Hanrahan (Brian Boru), Steve Jackson (Sean), Walter Masko (primo uomo), Graeme Millington (Garrett O'Donnell), Mandy Schaffer (Molly), Jeannette Sousa (studente), Janaya Stephens (cameriera del bar), Victor A. Young (curatore), Colin Glazer (soldato irlandese)

### Trama
Molly, un'amica di Sydney, dice di sapere dove si trova la corona dell'ultimo re d'Irlanda, ucciso a tradimento dopo un combattimento nell'anno 1000. Così, in Irlanda, Sydney, Nigel e Molly raggiungono Sean, conosciuto da Molly su internet, e Garrett O'Donnel, ultimo discendente di quell'Hugh O'Donnell che nascose la corona giurando apparente fedeltà al re inglese Enrico II e per questo bollato come traditore. Perlustrando la tomba di famiglia degli O'Donnell seguendo una filastrocche tramandata nella loro famiglia, scoprono che in realtà la corona si trova inserita nella testa della statua di Enrico II nel parco, che durante la notte delle teste venne tranciato e gettate nel fiume per poi venire recuperate e custodite nel museo. Ma Sean si rivela un impostore e tenta di rubare la corona per rivenderla a un collezionista americano. Grazie all'ingegno di Sydney il gruppo riesce a liberarsi e a impedire che Sean scappi via con la corona e con questo ritrovamento il nome degli O'Donnell viene ripulito.

## La tomba dell'imperatore
- Titolo originale: Emperor's Bride
- Diretto da: Stefan Scaini
- Scritto da: Julie Lacey (scrittore)
- Altri interpreti: David Blacker (Duncan), Henry Chan (dott. Chen), John Hemphill (Richard Ferguson), Thomas Kretschmann (Kurt Reiner), John Schneider (Dallas Carter)

### Trama
Nell'antica Cina del 1000 a.C., l'imperatore che presiede il corteo funebre mette al collo della sua defunta sposa una collana meravigliosa. L'arrivo dei pirati costringe l'imperatore a rinunciare al corpo della sua sposa rinchiuso in un sarcofago di giada da lui scolpito. 
Il dottor Chen zio di una delle allieve di Sydney chiede il suo aiuto poiché un frammento del sarcofago è stato ritrovato e questa scoperta potrebbe fare unire l'imperatore con la sua amata moglie. Sydney e Nigel fatti uno per Alaska, luogo del ritrovamento del frammento, con l'obiettivo di recuperare il corpo dell'imperatrice con la sua collana, protetti dai trabocchetti del sarcofago. Alcune persone, tra cui Dallas Carter, vecchio amico-rivale di Sydney, Kurt Reiner e vogliono la collana. Ma non sono i soli perché c'è qualcun altro interessato a gioiello. Dopo aver affrontato non so le sue rivali ma anche un pericoloso criminale che si nascondeva nei boschi Sydney non solo riesce ad aprire il sarcofago e a trovare la collana ma anche a renderla al popolo cinese il cui sarcofago verrà posto accanto a quello dell'imperatore facendo riunire l'antica coppia reale.

## La luce bianca
- Titolo originale: Afterlife and Death
- Diretto da: Don McCutcheon
- Scritto da: Bill Taub (scrittore)
- Altri interpreti: Hrant Alianak (Moustaffa), Ho Chow (Avery Ko), Nicholas De Kruyff (Theo), John Evans (Nicholas van Hulsen), Yan Feldman (poliziotto n. 2), Kay Hawtrey (donna anziana), Indiana Jagait (Eric Strombold), Kevin Jubinville (Bruce Farrow), Al Maini (supremo sacerdote), Mif (Thutmose III), Robyn Palmer (Karla), Geoffrey Pounsett (Emile Boote), Heather Young (Kirsten, l'appuntamento di Moustaffa)

### Trama
Da una notizia di un giornale, Sydney scopre che Bruce Farrow, suo vecchio amico archeologo, è stato arrestato ingiustamente in Egitto per aver trafugato un diamante noto come "la luce bianca del faraone Thutmose" e rubato da Moustaffa rivenderlo. Al Cairo, Sydney, Nigel e Bruce si imbattono in Ko, un terrorista, che vuole quel diamante per rivenderlo e poi van Hulsen, amico di Bruce. I tre fanno analizzare un frammento del diamante e scoprono che amplifica la luce: se la pietra, più grande, verrà tagliata usando il laser, avrebbe un effetto devastante. Recatisi ad Amsterdam dove si trova il diamante, Sydney e Nigel si imbucano a una festa di Emile Boote in cui la pietra verrà tagliata davanti agli ospiti; i due tentano di fermare il tagliatore di diamanti, Eric Strombold, prima che accada il disastro e dopo diverse difficoltà, tra cui affrontare Avery Ko, un criminale terrorista, riescono a impedire il taglio e a recuperarla. Nonostante Boote sia certo di poterla far franca, Sydney vi assicura che l'immunità di diplomatica non lo aiuti.

## Morte e resurrezione
- Titolo originale: Nine Lives
- Diretto da: Paolo Barzman
- Scritto da: William Gough (scrittore)
- Altri interpreti: Rena Mero (Elizabeth Rukeyser), Carlo Rota (Lagenfeld), Katheryn Winnick (Roselyn Lambert), Monika Meier (moglie trofeo), James Bearden (turista texano), Anand Rajaram (Mustaf), Alan Murley (Doyle), Michael Gabriel (Archie Brogan), Lorne Hunchuck (signore della guerra 1), Neno Vojic (signore della guerra 2), Edward Jaunz (Juan Escuevero), Costin Manu (tassista rumeno)

### Trama
Nel 1895, un egiziano ruba la statuetta di Mafdet a forma di gatto antropomorfo e poi viene ucciso, pare, dalla sua maledizione. 
Sydney e Nigel, ingaggiati da una direttrice di un museo di New York (Elisabeth Rukeyser), tentano di recuperare la statuetta rubata da Archie Brogan che viene trovato morto e la statuetta viene rubata di nuovo da Roselyn Lambert, che muore a sua volta. Ma la Rukeyser rapisce Nigel per un rito egizio di resurrezione che, però, ha bisogno della cometa che passa a mezzanotte e della statua di Mafdet. Così Sydney, ricattata per liberare Nigel, recupera la statuetta da Juan Escuevero, un ricettatore, grazie a Lagenfield, curatore di una galleria d'arte chi ha subito mostrato un particolare interesse per Nigel, ma nonostante la sconfitta la Rukeyser scompare senza lasciare traccia.

## Affari di cuore
- Titolo originale: Affaire de Cœur
- Diretto da: Steve DiMarco
- Scritto da: Robert Gilmer
- Altri interpreti: Malin Åkerman (Elena), Anthony Lemke (Brad), Sarah Manninen (Erika Peterson), Alec McClure (Calum), Joshua Peace (John Peterson), Tim Progosh (Angus MacEvoy), Claire Rankin (Ophilia), Damon Redfern (padre di Erica), Joseph Scoren (François du Marier)

### Trama
La storia ha inizio in Scozia nel 1430. Due innamorati, Elena e Calum, portano al dito due anelli perfettamente identici. Elena si suicida credendo che Calum sia morto, dopodiché Calum si getta dal balcone. 
La loro storia sembra abbia ispirato la tragedia di Romeo e Giulietta e incredibilmente uno di questi anelli viene poi acquistato in un mercatino da Ophilia, che chiederà a Sydney di aiutarla a ritrovare l'altro per poterlo regalare al suo fidanzato. Ma l'arrivo in Scozia di François, amico egoista di Sydney, complica le cose. Intanto Ophilia passando un po' di tempo don il direttore dell'hotel, Angus MacEvoy, inizia a sentirsi più a suo agio con lui di quanto non lo sia stata con il suo fidanzato. Grazie alle ricerche di Nigel i tre trovano una camera segreta in cui è nascosto l'altro anello; con la collaborazione di François riescono a sfuggire a una trappola mortale e sembrerebbe che tra lui e Sydney la passione passata riaffiori ma basta l'ennesimo gesto egoista di François per far andare su tutte le furie la donna. Intanto Brad, il fidanzato di Ophilia, la raggiunge in hotel e vorrebbe andar subito via ma una serie di furti ai danni degli ospiti dell'hotel li obbliga a rimandare. I veri colpevoli sono i Peterson, una giovane coppia di sposini ladri, che oltre ad aver rubato soldi e gioielli ai clienti hanno anche preso il pugnale di Calum e la coppia di anelli. La storia della fine dei sue amanti sembra ripetersi ma fortunatamente nessuno ci lascia la pelle e persino François, che approfittando della confusione voleva scappare con il pugnale reputato, lo rende a Sydney per poi fuggire. Con l'arresto dei due ladri anche Ophilia dovrebbe lasciare l'hotel con Brad ma il tempo passato in quel luogo ha fatto innamorare la donna di Angus e decide di rompere il suo fidanzamento e restare con Angus. I due per suggellare l'inizio della loro storia pongono la coppia di anelli in un albero che sarà il simbolo del loro amore.

## Il grande illusionista
- Titolo originale: A Vanishing Art
- Diretto da: Ian Toynton
- Scritto da: Naomi Janzen (scrittore)
- Altri interpreti: Julie McCullough (l'erotica Erica), Shaun Smyth (Rex Rolands), Nicolas Van Burek (il Grande Brodsky), Brian Paul (imperatore Franz), Stavroula Logothettis (imperatrice Elizabeth), Jeff Pustil (Malcolm Zales), Taylor Price (meccanico)

### Trama
Budapest, 1897. Un grande illusionista, Brodsky, esegue un trucco molto interessante per attirare l'attenzione della famiglia reale d'Ungheria: va in trance facendo credere di essere posseduto dalla defunta madre della regina, Ludovica di Baviera. Ma durante il numero lo scettro reale scompare. 
Per fortuna a Sydney non manca l'amico Rex, che di professione fa il mago, e, introducendosi nel suo spettacolo, insieme a Nigel scoprirà a sue spese dov'è lo scettro reale e che l'ha avuto in possesso "l'erotica Erica", una maga pronipote di Brodsky.

## I gioielli della regina
- Titolo originale: A Good Year
- Diretto da: Paolo Barzman
- Scritto da: Martin Brossollet (scrittore)
- Altri interpreti: Ed Stoppard (Laurent Halezan), Miglen Mirtchev (Mischa), Andreas Apergis (professor Dupuys), Mélanie Maudran (Arielle), Susana Vasseur (Marie-Antoinette), Julien Lambroschini (Jérôme Halezan), Nicholas Calderbank (battitore d'asta), Michael Morris (spettatore dell'asta), Anne Loredana (sorella di Arielle), Patrick Médioni (Charles), Jean-Marc Bellu (Martin)

### Trama
Francia, 1789. Prima che la regina Maria Antonietta venga arrestata dai rivoluzionari, il suo amante (lo stalliere Jérôme Halezan) nasconde i gioielli di lei in una bottiglia di vino facendole promettere che quando suo figlio avrebbe preso il posto di suo padre sarebbe venuto a riprenderli. 
Di generazione in generazione la bottiglia rimane nascosta nella cantina di famiglia e l'erede attuale Laurent Halezan, con l'aiuto di Nigel e Sydney, tra peripezie e pericoli (come il boss Mischa, amico di famiglia e creditore di Laurent), scopriranno dove sono i gioielli: in una bottiglia datata 1789 che alla fine si scoprirà non aver mai lasciato la cantina di famiglia poiché è stata nascosta in bella vista con un'etichetta falsa datata 1917 della bisnonna di Laurent.

## L'ultimo cavaliere
- Titolo originale: The Last Knight
- Diretto da: Ian Toynton
- Scritto da: André Jacquemetton (scrittore)
- Altri interpreti: Hugh Dancy (Michel Previn), Nicholas Rowe (Peter Graham), Victoria Scarborough (Rita Rosellini), Less Clack (dr. Jaebert), William Tapley (Jacques de Molay), Gaëtan Wenders (cavaliere), Patrick Albenque (soldato), Nikolai Boldaev (asiatico), Patrice Coquerel (Renée)

### Trama
1300 circa. Accusato di eresia, il Gran Maestro dei Templari, Jacques de Molay, fa nascondere da un suo fedele soldato la sua spada. 
Sydney è chiamata a Parigi da un vecchio amico sulla sedia a rotelle (il dottor Jaebert) che ha trovato, in un monastero, un medaglione che spiega l'ubicazione della spada. Indirizzati da alcuni colleghi a Michel Previn, uno studioso dei templari che inizialmente snobba il medaglione perché comune, ma Sydney e Nigel capiscono subito che in realtà lui sa molto più di quanto tu non voglia ammettere. Insieme cercheranno di trovare la spada, nonostante Peter Graham, l'assistente di Jaebert, che durante uno scontro non riesce a estrarre la spada che invece riesci viene estratta da Michel. Intanto Claudia costringe Nigel, ricattandolo per i 50 dollari che lo stesso ha furtivamente preso dalla cassa della scuola, a far compere a Parigi ma fortunatamente Nigel riesce a rivoltare il ricatto di Claudia contro di lei.

## Lettera d'amore
- Titolo originale: Love Letter
- Diretto da: Jean-Pierre Prévost
- Scritto da: Elizabeth Baxter (scrittore)
- Altri interpreti: Michel Modo (Hugo Murnau), Elsa Kikoïne (Nicole Chamfort), Tony Anholt (Vincent de Bourdin), Doug Murray (Dean Bernson), Jay Villiers (padre George), Tim Perrin (cameriere), Jean-Christophe Emo (Guy de Bourdin), Coralie Revel (Joséphine Pontoise), Bonnafet Tarbouriech (padre Louis), Philippe Morel (Claude), Albert Goldberg (autista), Valerie-Anne Wyss (cameriera ai piani), Jean-Marc Bellu (rivoluzionario)

### Trama
Sydney, dopo aver letto una tesi di un'amica di Nigel, Nicole, decide di partire per un villaggio a sud di Parigi, con Nigel e Nicole, per trovare una lettera d'amore che Guy de Bourdin nel 1789 ha consegnato alla sua novella sposa Joséphine Pontoise prima di essere ucciso dal clero in nome dell'aristocrazia. Quella lettera, oltre che pegno d'amore, era un'eredità di Guy che lasciava i suoi possedimenti al figlio e che quest'ultimo essendo stato cresciuto dagli abitanti del villaggio avrebbe lasciato tutto a loro e ciò permetterebbe di salvare il villaggio dall'essere trasformato in una stazione turistica, perché dimostra che Vincent de Bourdin (pronipote di Guy) non è proprietario di ciò che vorrebbe vendere. Intanto Claudia cerca di coprire l'assenza di Sydney al decano Bernson e con diversi sotterfugi riesce a nascondere l'assenza della Professoressa facendo credere che Sydney non stia bene (arriva addirittura a indossare un vecchio costume tribale per far credere che sia una soluzione contro delle malattie) e il trucco funziona talmente bene che una volta tornata in facoltà il decano chiede l'aiuto di Sydney per guarire dall'influenza che ha contratto.
- Curiosità: l'attore Tony Anholt, guest-star di questa puntata, è padre dell'attore protagonista Christien Anholt

## Le donne vampiro
- Titolo originale: Possessed
- Diretto da: Jean-Pierre Prévost
- Scritto da: Rob Gilmer
- Altri interpreti: Jonathan Firth (Eric Dalt), Jane March (Suzanne), Coralie Revel (Anna), Zeta Graff (Emanuelle), Greg Bryk (Matt), Keen de Kermadec (donna n. 1), Delphine Brossard (donna n. 2), Virginie Arnaud (vestale n. 1), Gaëlle Cohen (vestale n. 2), Claire Leroy (vestale n. 3), Dany Roca (vestale n. 4)

### Trama
Chiamata da Eric Dalt, suo vecchio amico, Sydney accorre a Bruxelles per capire il motivo della sua debolezza, anche se lui ha dei sospetti sulla fidanzata Suzanne. Insieme a Nigel, la segue e scopre che fa parte un gruppo di donne vampiro capitanate da Emanuelle a capo di un culto dedito a Lamia. Anche Nigel viene sedotto da Anna, una di loro. Dopo averle sconfitte, riuscendo a uccidere Emmanuelle, e salvato Nigel, Sydney sottrae la meridiana sacra di Zeus per salvare Eric.

## Il calice della verità
- Titolo originale: Nothing But the Truth
- Diretto da: John Bell
- Scritto da: Bill Taub (scrittore)
- Altri interpreti: Tony Rosato (Stewie Harper), Erica Dahm (Abigail), Jaclyn Dahm (Amanda), Nicole Dahm (Amy), Paul Brooke (chef Gerald La Grange), Richard Ridings (Johnny the Jackhammer), Laura Heath (Marilyn), Margot Marguerite (Najeeb), Henri Bernard (Omar), Carim Messalti (Fuat), Mike Marshall (Red Beard), Jérôme Tardieu (Merchant)

### Trama
Sydney riceve un pacco dalla figlia di un suo ex professore scomparso, con un dipinto e una lettera che parlano del Calice della Verità, una coppa di rubino che fa dire solo la verità a chi vi guarda dentro. Apparteneva a un nobile del sedicesimo secolo e serviva per scoprire i tradimenti della moglie. Per decifrare gli scritti del dipinto, Sydney e Nigel prelevano Stewie Harper, poiché conosce l'antica lingua scritta sul dipinto, dopodiché volano in Francia. Qui si fanno assumere dal celebre chef Gerald La Grange nella sua scuola di cucina, perché in quell'edificio pare si trovi il calice, che anche qualcun altro vuole e uno degli allievi all'interno della scuola è suo complice.

## Il cuore dell'Europa
- Titolo originale: Memories of Montmartre
- Diretto da: Paolo Barzman
- Scritto da: Rob Gilmer e Bill Taub (scrittore)
- Altri interpreti: Sara Kestelman (Simone DeGuerre), Lucie Jeanne (Roselyn), James Faulkner (Guy Rocher), Enrico Mattaroccia (Philip Ashcroft), David Lowe (padre Gaston), Régis Ivanov (Louis), Romane Serda (giovane donna), Alban Nelva Pasqual (amante), Stephanie Francesqui (amante), Liane Scrivener (star del cabaret), Alain Barbier (prima guardia del corpo), Michel Carliez (seconda guardia del corpo), Gilles Conseil (cattivo)

### Trama
Parigi, 1939. Isabel, la nonna di Sydney, lavora come cantante in un night-club ed è innamorata di Philip, un giovane inglese, in realtà è una spia, che ha promesso di venire a vedere il suo spettacolo. Prima, però, ha nascosto una preziosa e bellissima corona, chiamata "il cuore dell'Europa", nel cimitero di Père-Lachaise. Arrivato al locale, dà un medaglione (al cui interno ci sono degli indizi per aggiungere la corona) per Isabel ma subito dopo una donna, che lo pugnala. 
Nel presente, a Sydney viene recapitato il baule della nonna dove troverà il suo diario e scoprirà del suo amore per Philip e l'accusa dell'omicidio di lui. Partirà quindi per Parigi con Nigel per andare da Simone, un'amica ormai anziana della nonna, per sentire qualcosa di più, anche se l'anziana signora sembra nascondere molti segreti. Affascinata da Nigel, racconterà ogni cosa. Anche Rocher, attuale padrone del night club, è interessato alla corona.